# Azerat (Dordogna)
Azerat è un comune francese di 447 abitanti situato nel dipartimento della Dordogna, nella regione della Nuova Aquitania.
Attrazione: castello di Azera

## Società

### Evoluzione demografica
Abitanti censiti